# 요시다 요시히데
요시다 요시히데(吉田圭秀, 1962년 10월 30일~)는 일본의 육상자위관이다. 제8사단장, 북부방면총감, 육상총대사령관, 육상막료장을 거쳐 통합막료장으로 근무하고 있다.

## 경력
도쿄도 출신으로 쓰쿠바 대학 부속 고마바 중학교·고등학교를 거쳐 1986년 3월 도쿄 대학 공학부 도시공학과를 졸업했다. 같은 달에 육상자위대에 입대했다. 1등육좌가 될 때까지 직종은 보통과였다.
2017년 8월 8일 육장으로 승진하면서 제8사단장이 되었다. 2019년 8월 23일 제38대 북부방면총감에 취임했고 2020년 4월 15일 제4대 육상총대사령관이 되었다. 2021년 3월 26일 제38대 육상막료장이 되었는데 33년 만의 일반 대학 출신 막료장이었다. 또한 옛 일본군 출신과 전후에 신설된 방위 대학교 출신 사이를 메우기 위한 경우를 제외하면 사실상 최초의 일반 대학 출신 막료장이다.
2022년 4월 5일 미국 정부로부터 리전 오브 메리트를 서훈받았다.
2023년 3월 30일 통합막료장으로 임명됐는데 제복조 서열 1위인 통합막료장에 방위 대학교 출신이 아닌 자위관이 취임한 것은 이번이 처음이다.

## 연표
- 1986년 3월: 육상자위대 간부후보생학교 입교. 육조장으로 임관.
- 1987년 3월: 제26보통과연대.
- 1990년 8월: 방위 대학교.
- 1992년 3월: 보통과교도연대.
- 1993년 8월: 육상자위대 간부학교 지휘막료 과정(39기).
- 1995년 8월: 외무성 북미국 일미안전보장조약과 파견.
- 1997년 8월: 제34보통과연대 중대장.
- 1998년 8월: 육상막료감부 인사부 보임과.
- 2000년 3월: 육상막료감부 장비부 장비계획과.
- 2000년 7월: 2등육좌로 승진.
- 2003년 3월: 육상막료감부 방위부 방위과.
- 2005년 3월: 1등육좌로 승진.
- 2005년 8월: 육상자위대 간부학교 방위연구소 일반 과정.
- 2006년 8월 4일: 육상자위대 연구본부 연구원.
- 2007년 4월 1일: 육상막료감부 방위부 방위과 업무계획반장.
- 2009년 3월 24일: 제39보통과연대장 겸 히로사키주둔지 사령.
- 2010년 3월 29일: 육상막료감부 방위부 방위과장.
- 2011년 8월 5일: 육장보로 승진.
- 2012년 3월 30일: 통합막료감부 보도관.
- 2013년 8월 22일: 서부방면총감부 막료부장.
- 2015년 8월 4일: 육상막료감부 방위부장. 내각관방 내각심의관 겸 내각관방 부장관보로 파견.
- 2017년 8월 8일: 육장으로 승진. 제8사단장.
- 2019년 8월 23일: 북부방면총감.
- 2020년 4월 15일: 육상총대사령관.
- 2021년 3월 26일: 육상막료장.
- 2023년 3월 30일: 통합막료장.

| 전임 유아사 고로 | 제38대 육군막료장 2021년 3월 26일~2023년 3월 29일 | 후임 모리시타 야스노리 |

| 전임 야마자키 고지 | 제7대 통합막료장 2023년 3월 30일~ |  |